# Semotrachia bensteadana
Semotrachia bensteadana är en snäckart som beskrevs av Alan Solem 1993. Semotrachia bensteadana ingår i släktet Semotrachia och familjen Camaenidae. Inga underarter finns listade i Catalogue of Life.